# Балатонбоглар
Балатонбоглар (мађ. Balatonboglár) је град у Мађарској. Балатонбоглар је град у оквиру жупаније Шомођ.

## Географија

### Локација
Балатонбоглар је одмаралиште које се налази на јужној обали језера Балатон у жупанији Шомођ у Мађарској. То је званични центар винске регије Балатонбоглар и често се назива „градом грожђа и вина“.
Између 1979. и 1991. Балатонбоглар је формирао једно насеље заједно са Балатонлелом под именом Богларлеле.

## Историја
Регион је насељен више од шест хиљада година, а само подручје је први пут документовано 1211. године. Прво купалиште основано је 1904. године, а Балатонбоглар је проглашен за лековито купатило 1912. Балатонбоглар и Балатонлеле су били уједињени као Боглареле од 1979. до 1. октобра 1991. године.
Видиковац Ксантус, симбол града, налази се на врху брда и добро је осветљен ноћу. Име је добио по Џону Ксантусу де Весију.
Између 1940. и 1944. године овде је изграђена и радила пољска гимназија и лицеј, који је служио за школовање деце пољских избеглица. На челу школе био је католички свештеник Бела Варга, касније председник Народне скупштине. Школа је важна успомена и место сећања за Пољаке у Мађарској.
Од 1. јануара 1979. припојен је Балатонлелеу, под именом Богларлеле, који је статус града добио 9. јануара 1986. године. После промене режима, на основу локалног референдума, ова два насеља су поново постала независна, почев од 1991. године.
Католичка црква изграђена 1932. године чини центар града. Најстарији сачувани архитектонски споменик је класицистички замак саграђен 1835. године, који данас чини центар државне винарије.
Од 1987. године место је међународни град вина и грожђа. ББ - Балатонбоглари Боргаздашаги Рт. Највећа компанија за производњу вина у региону Јужног Балатона.

## Становништво
Током пописа из 2011. године, 83,5% становника изјаснило се као Мађари, 2,5% Немци и 0,2% Пољаци (16% се није изјаснило). 
Верска расподела је била следећа: римокатолици 54,7%, реформисани 5,2%, лутерани 2,6%, гркокатолици 0,4%, без вероисповести 8,8% (27% се није изјаснило).